# Кривинюк Василь Михайлович
Василь Михайлович Кривинюк (17 червня 1920, Катеринослав — 17 вересня 1987, Торонто, Канада) — молодший син Ольги Косач-Кривинюк та Михайла Кривинюка, небіж Лесі Українки, онук Олени Пчілки.

## Життєпис
Народився 17 червня 1920 у Катеринославі в родині Ольги Косач-Кривинюк та Михайла Кривинюка.
1921 року родина Кривинюків втікає від більшовиків до Могилева-Подільського, де не було такого голоду, як на Катеринославщині, і де мешкала з родиною тітка Ізидора Косач-Борисова та бабуся Олена Пчілка.
З 1924 р. родина Василя разом з родиною тітки та бабусею переїздить до Києва, де мешкає по вул. Овруцька, 16 (нині 6).
У перші дні Другої світової війни Василь перебував на військовій службі у прикордонному військовому окрузі Мозиря БРСР і потрапив у полон. Звідти йому вдалося втекти й повернутися до матері. Батько та старший брат Михайло залишилися по інший бік лінії фронту в Свердловську.
Восени 1943 року Василь разом з матір'ю та родиною своєї тітки Ізидори евакуюється на Захід із німецькими військами через Львів до Праги, де на той час мешкала тітка Оксана, далі дорога пролягала до Німеччини.
1 вересня 1944 р. у Свердловську трагічно помирає батько, а 11 листопада 1945 року від поневірянь та хвороби помирає мати в таборі для переміщених осіб Ді-Пі в німецькому Авґсбурзі.
Василь 1946 року еміґрує до Канади. Там працює у фірмі «Cambell's» у Торонто.
Помер 17 вересня 1987 року в Торонто, де й похований.